# Baizuo
Baizuo (白左, báizuǒ, abrégé de 白人左派, báirén zuǒpài[réf. nécessaire], litt. « gauche blanche ») est un néologisme chinois péjoratif, équivalent de « woke ». Le terme est souvent utilisé pour se moquer des militants progressistes occidentaux. 

## Origine
Le terme serait apparu une première fois en 2010, avant d'avoir du succès plusieurs années plus tard sur Internet, plus particulièrement sur le site de questions/réponses Zhihu (en), notamment à l'occasion de l'élection du président américain Donald Trump en 2016.

## Signification et critiques
Il désigne une personne occidentale, naïve ou hypocrite, militant pour la paix et l'égalité afin de satisfaire un sentiment de supériorité morale, sans traiter les réels problèmes avec des solutions pragmatiques. Le Baizuo est obsédé par des thèmes tels que l'écologie, l'antiracisme, les droits LGBT, le féminisme ou l'aide aux immigrés,. Arrogant et condescendant, il aime se poser en sauveur et va parfois jusqu’à importer des valeurs rétrogrades au sein de la société afin de satisfaire sa vision multiculturelle (cas de la gauche régressive).
Pour Dylan Levi King, l'utilisation de ce terme du point de vue nord-américain ne signifie pas une adhésion aux thèses de l'alt-right, mais plutôt une critique contre la gauche et progressiste. Pour J. Arthur Bloom, ce mot reflète le conservatisme structurel d'une société chinoise qui se méfie des révolutions culturelles et des gardes rouges.

## Termes équivalents
Le terme est l'équivalent de « social justice warrior » (« guerrier de la justice sociale »).